# Arjen Teeuwissen
Arjen Gerald Teeuwissen (Mook en Middelaar, 29 de marzo de 1971-Zoersel, 29 de mayo de 2024) fue un jinete neerlandés que compitió en la modalidad de doma. Era públicamente homosexual.
Participó en los Juegos Olímpicos de Sídney 2000, obteniendo una medalla de plata en la prueba por equipos (junto con Ellen Bontje, Anky van Grunsven y Coby van Baalen). Ganó cuatro medallas en el Campeonato Europeo de Doma, en los años 1999 y 2001.

## Palmarés internacional
| Juegos Olímpicos   | Juegos Olímpicos      | Juegos Olímpicos  | Juegos Olímpicos |
| Año                | Lugar                 | Medalla           | Categoría        |
| ------------------ | --------------------- | ----------------- | ---------------- |
| 2000               | Sídney (Australia)    | Medalla de plata  | Por equipos      |
| Campeonato Europeo |                       |                   |                  |
| Año                | Lugar                 | Medalla           | Categoría        |
| 1999               | Arnhem (Países Bajos) | Medalla de plata  | Por equipos      |
| 1999               | Arnhem (Países Bajos) | Medalla de bronce | Indvidual        |
| 2001               | Verden (Alemania)     | Medalla de plata  | Individual       |
| 2001               | Verden (Alemania)     | Medalla de plata  | Por equipos      |